# Siwki (obwód brzeski)
Siwki (biał. Сіўкі, Siuki; ros. Сивки, Siwki) – wieś na Białorusi, w obwodzie brzeskim, w rejonie kamienieckim, w sielsowiecie Wołczyn, nad Bugiem, który stanowi tu granicę państwową z Polską.

## Historia
W XIX i w początkach XX w. majątek ziemski położony w Rosji, w guberni grodzieńskiej, w powiecie brzeskim, w gminie Wołczyn.
W dwudziestoleciu międzywojennym leżały w Polsce, w województwie poleskim, w powiecie brzeskim, w gminie Wołczyn. W 1921 miejscowość liczyła 150 mieszkańców, zamieszkałych w 28 budynkach, w tym 126 Białorusinów i 24 Polaków. 145 mieszkańców było wyznania prawosławnego i 5 rzymskokatolickiego.
Po II wojnie światowej w granicach Związku Sowieckiego. Wieś położona dotychczas nad Bugiem, została odsunięta od nowej granicy z Polską. Od 1991 w niepodległej Białorusi.